# モーガン・CX-T
モーガン・CX-Tはプラス4（Morgan Plus Four）をベースにした限定生産モデルで、2021年に発表された。
車両価格は17万ポンド(約2600万円)で、8台限定で生産される。

## 概要
CX-Tはモーガンとラリーレイド社が提携して開発されたモデルで、オフロードに特化した仕様になっている。ロールケージにはラリー用のライトが4つ取り付けられており、アルミニウム製ツールボックスやスコップなどを搭載する。リアにはスペアタイヤが2本搭載されている。 エンジンはBMW製2.0L直列４気筒ガソリンターボエンジンが搭載されており、6速MTを介して後輪を駆動する。走行モードは「ロード」「オールテレイン」「オールテレイン・エクストリーム」の3つ。 サスペンションはラリーレイド社が開発した専用のダンパーやブッシュが装備されており、最低地上高は230mm。オフロード走行用にアンダーボディが強化され、タイヤもオフロード用のものが装着されている。 カスタマーはオーダー時にモーガンのデザインチームと車両の仕様を決める事ができる。0-60mphは4.8秒、最高速度は240km/h。

## 参照
1. ↑  https://www.gqjapan.jp/cars/article/20210807-mogan-plus-four-cx-t-news
2. ↑  https://octane.jp/articles/detail/7669
3. ↑  https://www.conceptcarz.com/s31701/morgan-plus-four-cx-t.aspx